# Гулямы
Гуля́мы или Ги́лманы (от араб.  غُلَام‎, дословно — «юноша, молодой человек; раб») — во́ины, непосредственно подчинённые и находящиеся на службе халифов, а позже и других правителей в странах Востока.

## Этимология
Слово «гулям» восходит к араб. غلام‎ [ġulām], мн.ч. غلمان‎ [ġilmān], غلمة‎ [ġilma(t)], أغلمة‎ [ʔaġlima(t)] «мальчик, юноша; раб, слуга».

## История
Словом «гулям» в халифате не всегда обозначался несвободный человек, как довольно часто преподносится в исторической литературе. Хотя будущие гулямы зачастую покупались на невольничьих рынках как рабы, многие из гулямов были вольнонаёмные. После обращения в ислам они не могли быть рабами по определению, так как по законам ислама мусульманин не мог быть рабом[прояснить]. Зачисляясь в гвардию правителей, независимо от места службы, они непосредственно подчинялись только правителю государства, являясь «слугами двора», что приводит к их ошибочному отождествлению с рабами (ср. дворяне).
Хотя первые тюркские воины в качестве гвардейцев халифа появились при халифе аль-Мамуне, они скорее играли роль телохранителей халифа, чем полноценного войска. Впервые же гвардия гулямов как регулярное войско, набираемое из тюрков, была создана аббасидским халифом аль-Мутасимом в 833—842 годах.
Гвардия гулямов, будучи чуждой коренному населению, была предана только халифу, превратившись в действенную силу, способную противостоять как внешним, так и внутренним врагам правителя.
Со временем власть гулямов достигла небывалых высот. Осознавая себя единственной силой, способной контролировать огромную империю, они воспользовались предоставленным им шансом и фактически взяли в свои руки власть в халифате. С 861 по 870 год гулямы свергли и возвели на престол четырёх халифов (аль-Мунтасира, аль-Мустаина, аль-Мутазза и аль-Мухтади). Этот период получил название «Анархия в Самарре».